# Железная дорога Локарно — Домодосолла

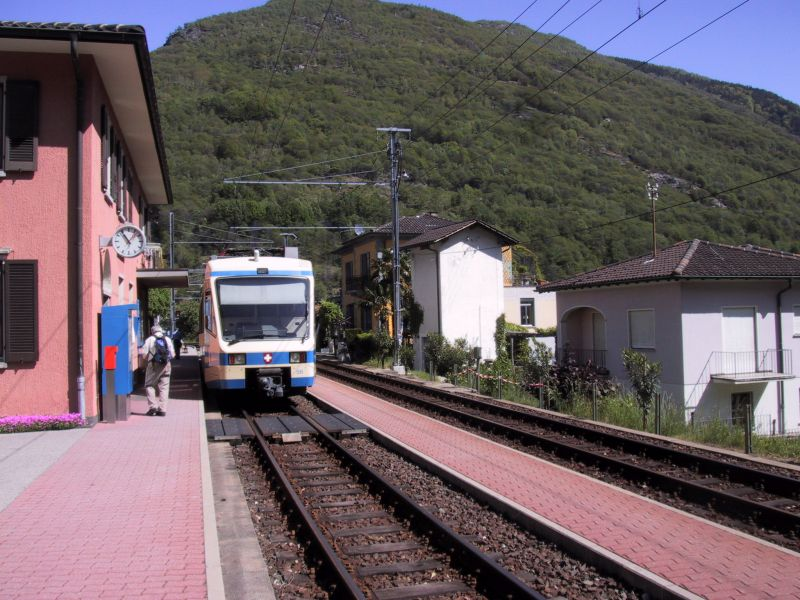

Железная дорога Домодоссола — Локарно, также известная как железная дорога Чентовалли (итал. Centovallina) является железной дорогой метровой колеи между Домодоссола, Пьемонт, Италия, и Локарно, кантон Тичино, Швейцария. Она проходит через деревню Интранья и перевозит более 1 млн пассажиров в год. Находится в ведении Региональной автобусной и железнодорожной компании кантона Тичино (FART) в Швейцарии и Субальпийской железнодорожной компании (SSIF) в Италии.
Открытая 25 ноября 1923 года, 52-километровая железная дорога состоит из 22 станций, время в пути от одной конечной станции до другой занимает чуть менее 2 ч. Итало-Швейцарская граница пересекается между городами Ribellasca и Camedo.

## История

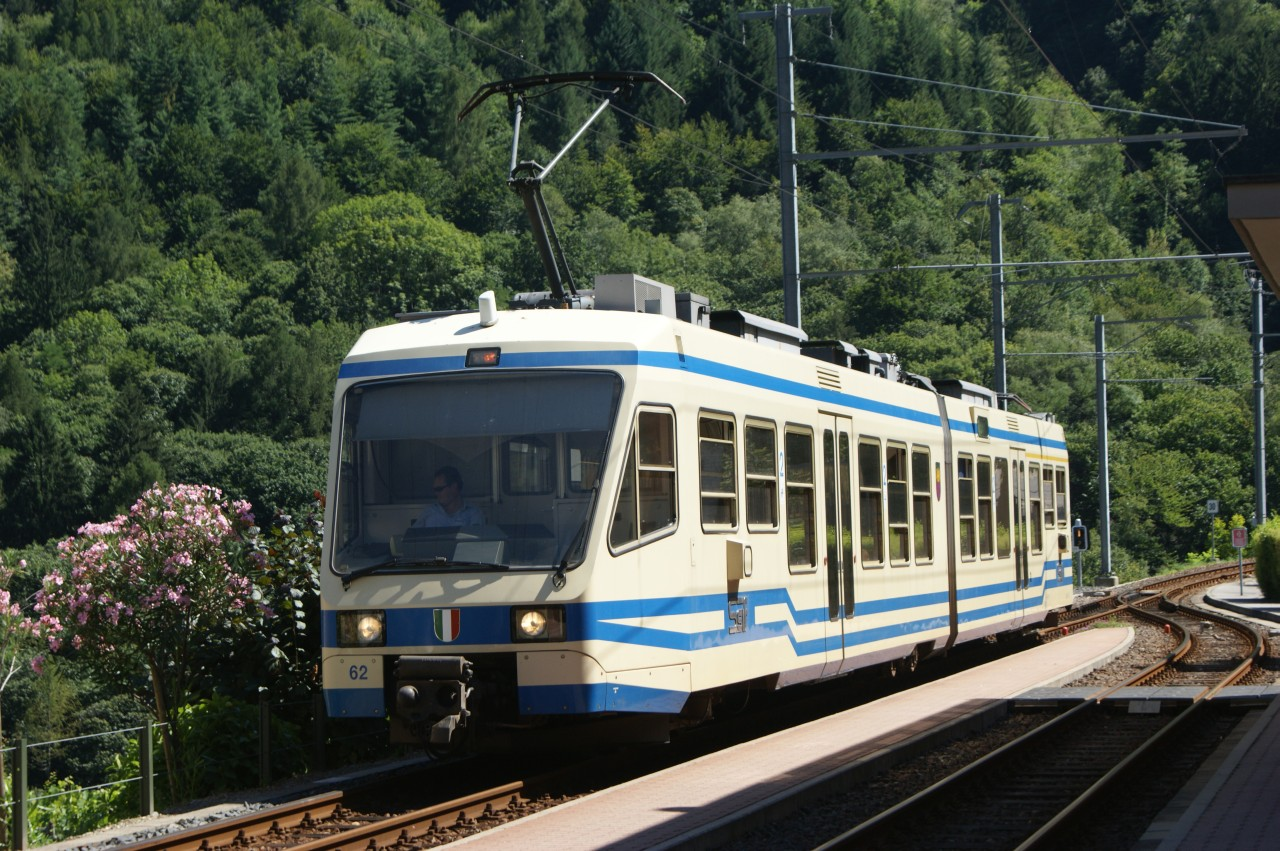
Электропоезд ABe 4/6 принадлежащий SSIF на станции Интранья

После подписания в Риме 12 ноября 1918 года конвенции между Sidney Sonnino и De Segesser, полномочными представителями короля Италии и Федерального Совета Швейцарской Конфедерации, строительство железной дороги началось. Железная дорога была построена по инициативе мэра города Локарно Фрэнсиса Дэнса. Строители использовали часть существующей железной дороги метровой колеи Локарно-Bignasco в начале восточного края новой линии. Это определило то, что вся линия была построена с этой шириной колеи.
С тех пор железная дорога исправно выполняет свою задачу обслуживания поселений между Локарно и Домодоссола. Линия продолжила работу и после начала периода массовой автомобилизации, когда некоторые считали, что поезда устарели.
В настоящее время железная дорога играет важную экономическую и туристическую роль в регионе. Это самый короткий и самый живописный путь между основными транс-альпийскими железными дорогами, которые проходят через Симплонский и Сен-Готардский тоннели. В сочетании с железной дорогой через перевал Симплон, она обеспечивает быстрое сообщение между швейцарскими кантонами Вале и Тичино.
7 августа 1978 года из-за сильных дождей было повреждено почти 700 м пути, в основном на итальянской территории. К счастью обошлось без жертв, но реконструкция линии продолжалась до конца года.

## Спецификации

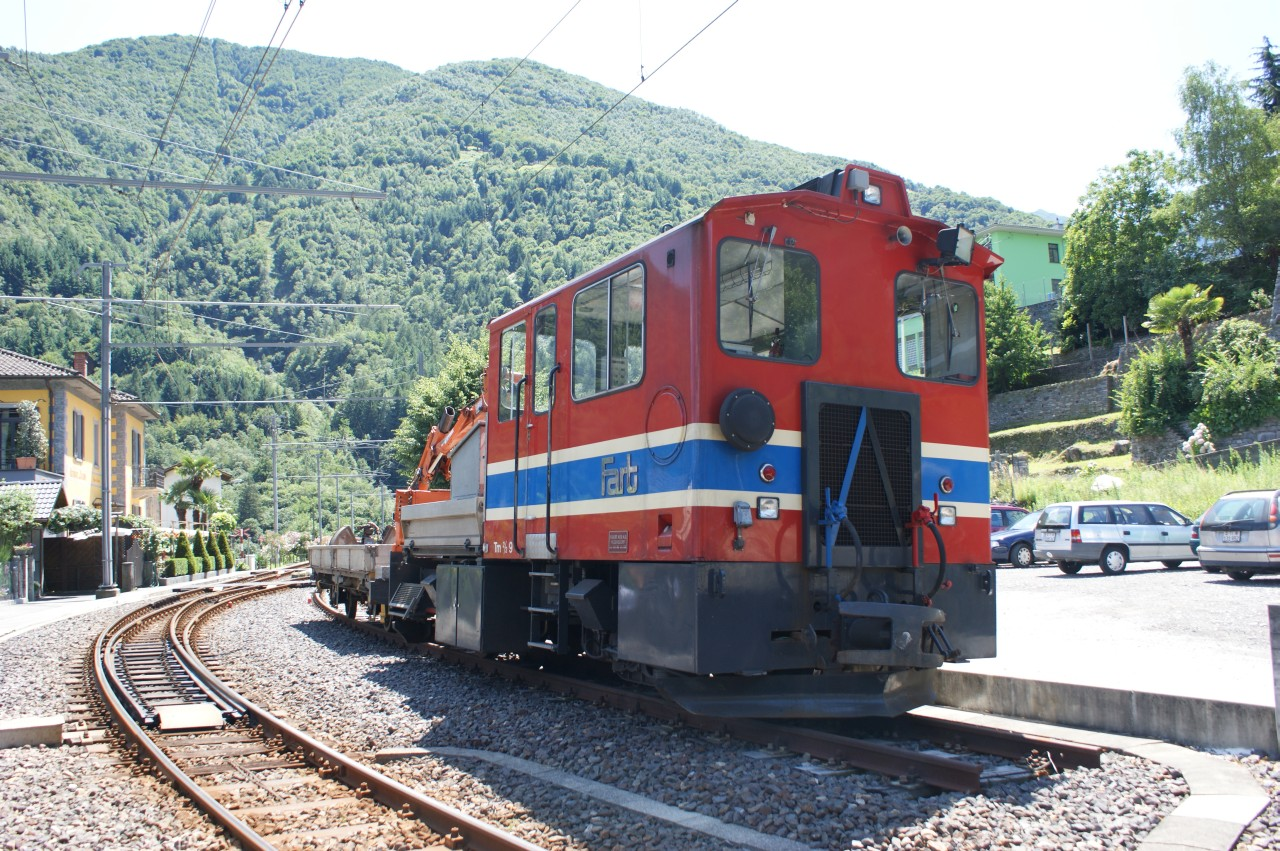
Tm 2/2 9 ремонтной бригады на станции Интранья

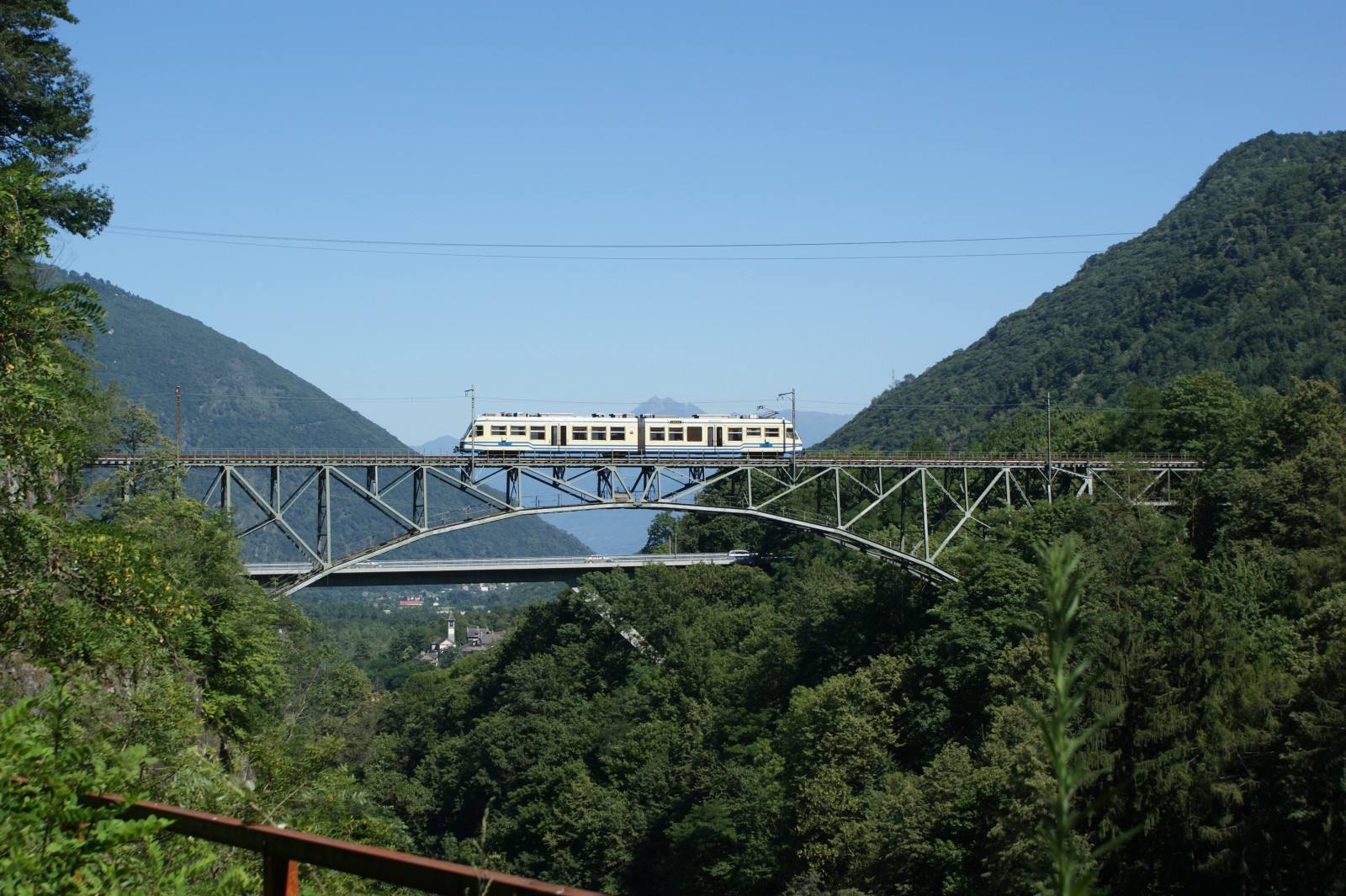
Железнодорожный мост ниже Интранья

- Колея: — метровая колея
- Длина: около 52,2 км (из которых 32,3 км находится на итальянской территории, 19,8 км в Швейцарии)
- Напряжение: 1350 V постоянного тока[4]
- Тяговые подстанции: 5 (в том числе 3 в Швейцарии)
- Станции и остановочные пункты с разъездами: 21 (13 в Италии, 8 в Швейцарии)

## Маршрут
На маршруте, как и на других горных железных дорогах, имеются некоторые значительные уклоны: между Масера и Санта-Мария-Маджоре (Италия), и между Вердасио и Интранья (Швейцария); в некоторых местах уклон 60 ‰.
Путешествие между Домодоссола и Локарно занимает чуть менее 2 часов.
Название «Чентовалли» (100 долин) обусловлено наличием многочисленных долин вдоль линии, в которых находятся маленькие городки. География определяет то, что есть много мостов и виадуков, украшающих путешествие.

## Тарифы
С октября 2012 года, ходит новый подвижной состав, «панорамный поезд». При использовании этого поезда, независимо от вида приобретенного билета, взимается дополнительная плата в размере €1,50 или CHF1,50 с пассажира наличными на борту контроллёром. На табло панорамные поезда обозначаются «supplemento». Доплата не требуется на других поездах по маршруту.
Хотя это итальянский поезд, на нём действуют билеты и скидки Швейцарских железных дорог.